# 本島人

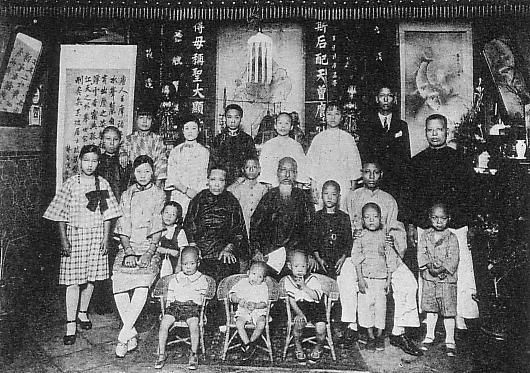
1930年頃の本島人（陳一族）

本島人（ほんとうじん）とは、日本統治下の台湾において、統治者たる日本人側が使用した台湾の漢族系住民への呼称である。

## 背景
台湾は、多文化社会である。もともと台湾島には、人口は小さいが文化的には多様なマレー＝ポリネシア系の先住諸民族が居住していた。オランダ人統治期（本島の南部）になると対岸の中国大陸から漢族（百越）が労働者として渡来してきた。具体的には、福建省南部出身でそれぞれの母語（福佬語および閩南語）を話す福佬人（閩南人ということもある）および広東省北部出身で客家語を話す客家人であった。かれら漢族系の漢化の波は19世紀初めまで続き、清朝統治時代の漢化政策が進んでいて台湾の漢族系人口は195万人に増加し、先住諸民族は劣勢の少数者の地位に立たされた。そして、日本統治時代となり日本人が統治者として移り住み最終的には40万人に達した。漢族系住民は、日本語（当時「国語」と呼ばれた）教育などを通じて、日本人に対して従属的な「同化」を迫られた。ここに、「内地人」（当時日本人はこう呼ばれた）を頂点とし、次いで「本島人」、最下層に「蕃人」（当時先住民族はこう呼ばれた）という階層秩序が生まれた。すなわち「本島人」という呼称は、「大日本帝国」の「二等臣民」というステータスを象徴するものであった。

## 「台湾人」アイデンティティの登場
しかし、台湾住民は上述のような従属的国民化を押しつけられてばかりではなかった。1921年には新しい民族意識を持った台湾人知識人の民族運動団体である「台湾文化協会」が成立し、文化運動を通じて、「本島人」という押しつけられたアイデンティティを反転させた「台湾人」アイデンティティが登場した。また同年には台湾独自の議会の設置を要求する台湾議会設置請願運動という自治運動が開始する。このリーダーの一人である蔣渭水の発言「台湾議会請願の出現せしと同時に台湾人の人格が生まれたり」という発言が、台湾人アイデンティティの誕生を如実に物語る。

## 「本島人」から「本省人」へ
1945年8月のポツダム宣言の受諾による日本の降伏により、台湾は「台湾省」として連合国の一員であった中華民国に編入されることとなり、10月25日には、中国戦区最高司令官蔣介石の代理である陳儀が、最後の台湾総督安藤利吉から降伏を受けた。さらに翌1946年1月の国府行政院訓令により、当時の台湾の住民は、「1945年10月25日より中華民国の国籍を回復した」ものとされた。この訓令で中華民国国籍を回復した男性とその子孫が本省人となり、この訓令によらず中華民国国籍を所有しており、その後台湾に居住するようになった男性とその子孫を「外省人」と呼ぶようになった。ここに日本統治下の「本島人」は中華民国統治下の「本省人」となったのである。